# Собор Сан-Лоренцо (Лугано)
Кафедральний собор Сан-Лоренцо — кафедральний собор римо-католицької єпархії Лугано в місті Лугано, у швейцарському кантоні Тічино. Собор є швейцарською культурною спадщиною національного значення і є пам'яткою архітектури.

## Історія
Собор, патронату Святого Лаврентія, був збудований як парафіяльна церква у 818 році. Церква стала колегіальною у 1078 році. З 1884 року Сан-Лоренцо є місцем розташування Апостольської адміністратури для Тічино, яка у 1971 році стала єпархією Лугано. Собор був відремонтований між 2010 і 2017 роками.

## Архітектура та меблі
Спочатку романська будівля була орієнтована на схід. Залишки апсиди були виявлені під час розкопок під церковною площею. У 15 столітті церкву розширили в готичному стилі та надали їй хрестові склепіння. Орієнтацію змінили; новий хор було вбудовано в скелястий схил на захід. У 1517 році було додано фасад у стилі ренесансу, багато прикрашений фігурами: рельєфами, які можна віднести до стилю скульптора Пейс Гаджіні з Біссоне, учня Джованні Антоніо Амадео. Вежа на північній стороні з романською основою отримала два барокові верхні поверхи та восьмикутний ліхтар у 17 столітті.
Інтер'єр характеризується різними стилістичними періодами. Колони та арки нефа все ще романські, тоді як хор, бічні нефи та склепіння — готичні. Головний вівтар та інші меблі — барокові. Куполоподібна Капела Мадонна делле Граціє була додана у 18 столітті та містить багаті пізньобарокові живописні та фігурні прикраси. Ретельна реконструкція відбулася між 1905 і 1910 роками. Неороманський настінний розпис та розпис склепіння датуються цим періодом.

## Орган
Орган був побудований у 1910 році Компанією Масьоні. Інструмент має 27 регістрів (приблизно 2300 труб) на двох мануалах та педалі. Механізм дії пневматичний.
| I Основна робота C–a 3 |              |         |
| 1.                     | Директор     | 16′     |
| 2.                     | Директор     | 8′      |
| 3.                     | Принципал II | 8′      |
| 4.                     | Флауто       | 8′      |
| 5.                     | Дольче       | 8′      |
| 6.                     | Оттава       | 4′      |
| 7.                     | Флауто       | 4′      |
| 8.                     | Назардо      | 2+2⁄3 ′ |
| 10.                    | Корнетто IV  | 4′      |
| 11.                    | Ріп'єно IV   | 2′      |
| 12.                    | Ріп'єно V    | 1+1⁄3 ′ |
| 13.                    | Тромба       | 8′      |

| II Орган набряку C–a 3 |                 |         |
| 14.                    | Директор        | 8′      |
| 15.                    | Корно Камошіо   | 8′      |
| 16.                    | Бордоне         | 8′      |
| 17.                    | альт            | 8′      |
| 18.                    | Флауто          | 4′      |
| 19.                    | Фугара          | 4′      |
| 20.                    | Сесквіальтер II | 2+2⁄3 ′ |
| 21.                    | Флаутіно        | 2′      |
| 22.                    | Ріп'єно V       | 1′      |
| 23.                    | гобой           | 8′      |
|                        | тремоло         |         |

| Робота педалей C–d 1 |            |     |
| 24.                  | Контрабасо | 16′ |
| 25.                  | Саббас     | 16′ |
| 26.                  | Армоніко   | 8′  |
| 27.                  | Оттава     | 4′  |
| 28.                  | Флаутіно   | 2′  |

## Дзвони
На вежі собору висить дев'ятиголосний дзвін. Він складається з п'яти історичних дзвонів (XVI—XVIII століть) та чотирьох додаткових дзвонів, відлитих у 1909 році.
| дзвін | ударний тон | діаметр | Ливарний цех, місце лиття                  | Рік кастингу |
| ----- | ----------- | ------- | ------------------------------------------ | ------------ |
| 1     | Г°          | 1512 мм | Фрателлі Барігоцці, Мілан                  | 1909 рік     |
| 2     | цис′        | 1369 мм | Ніколо Бонавілла та Ніколо Соттіле, Лугано | 1628         |
| 3     | це          | 1193 мм | Фрателлі Барігоцці, Мілан                  | 1909 рік     |
| 4     | е′          | 1170 мм | Джованні Баттіста Соттіле, Лугано          | 1716 рік     |
| 5     | фіс′        | 1016 мм | Засновники Lorraine Wandering, Лугано ?    | 1593         |
| 6     | Соль-дієз   | 885 мм  | Фрателлі Барігоцці, Мілан                  | 1909 рік     |
| 7     | аїс         | 814 мм  | П'єр Бонневіль, Лугано ?                   | 1588         |
| 8     | h′          | 739 мм  | Фрателлі Барігоцці, Мілан                  | 1909 рік     |
| 9     | д″          | 661 мм  | Засновники Lorraine Wandering, Лугано ?    | 1612 рік     |

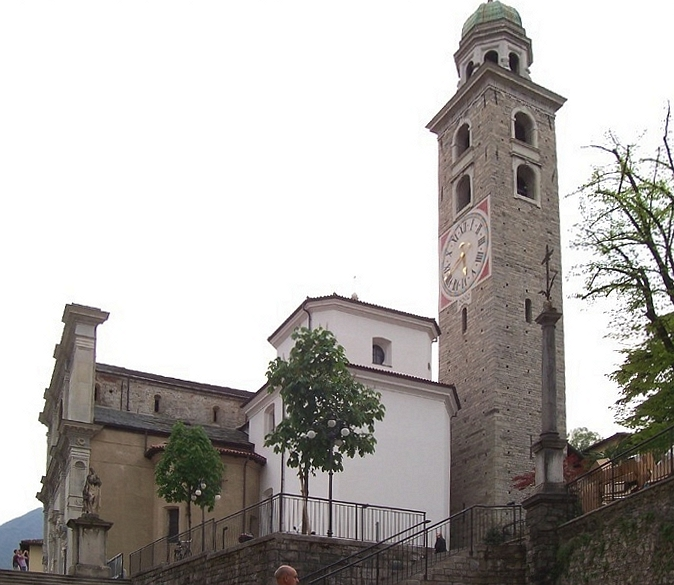
Сан-Лоренцо з півночі з дзвіницею та капелою Мадонна-делле-Граціє (білого кольору)
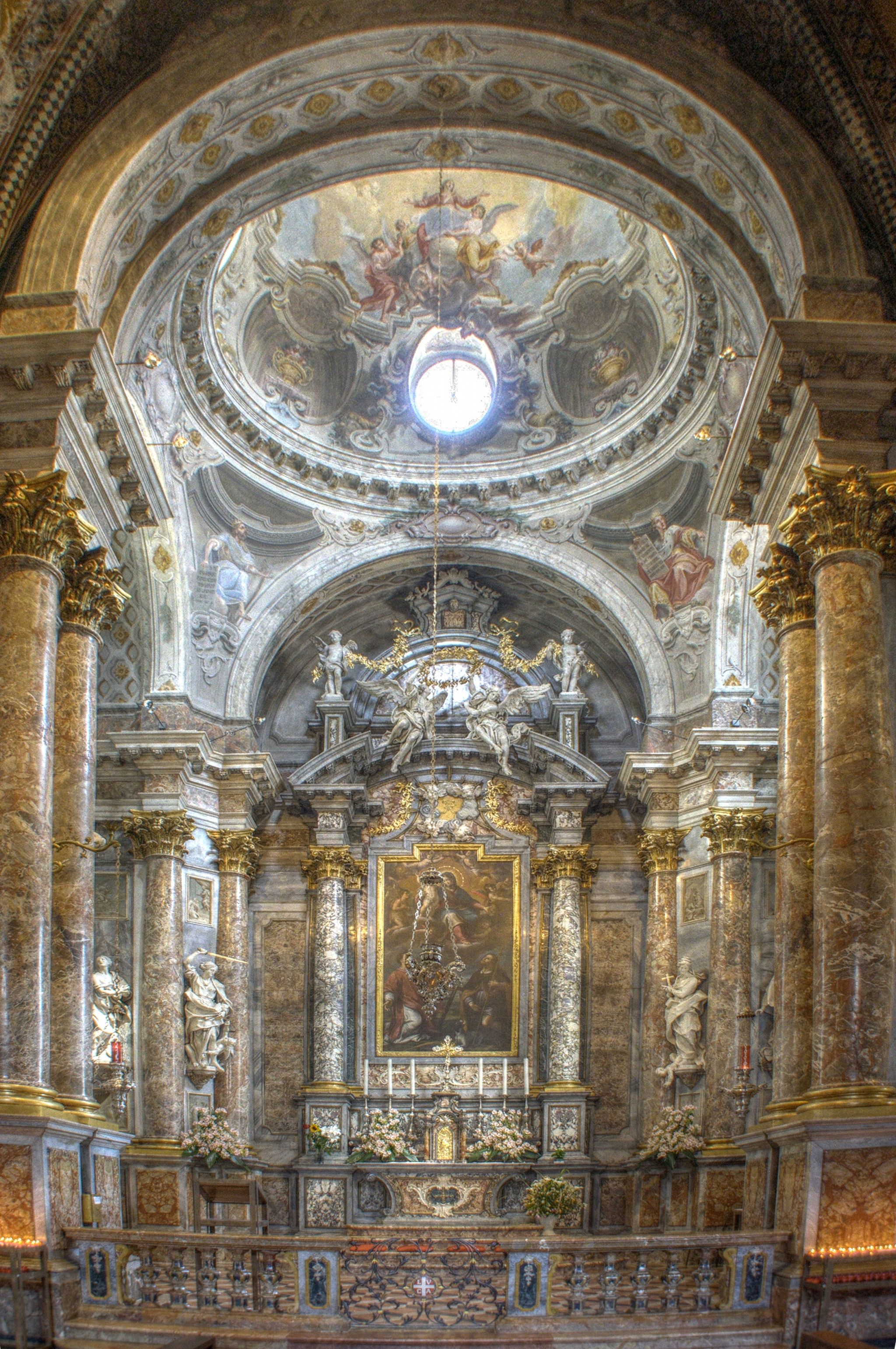
Інтер'єр Капели Мадонни делле Граціє
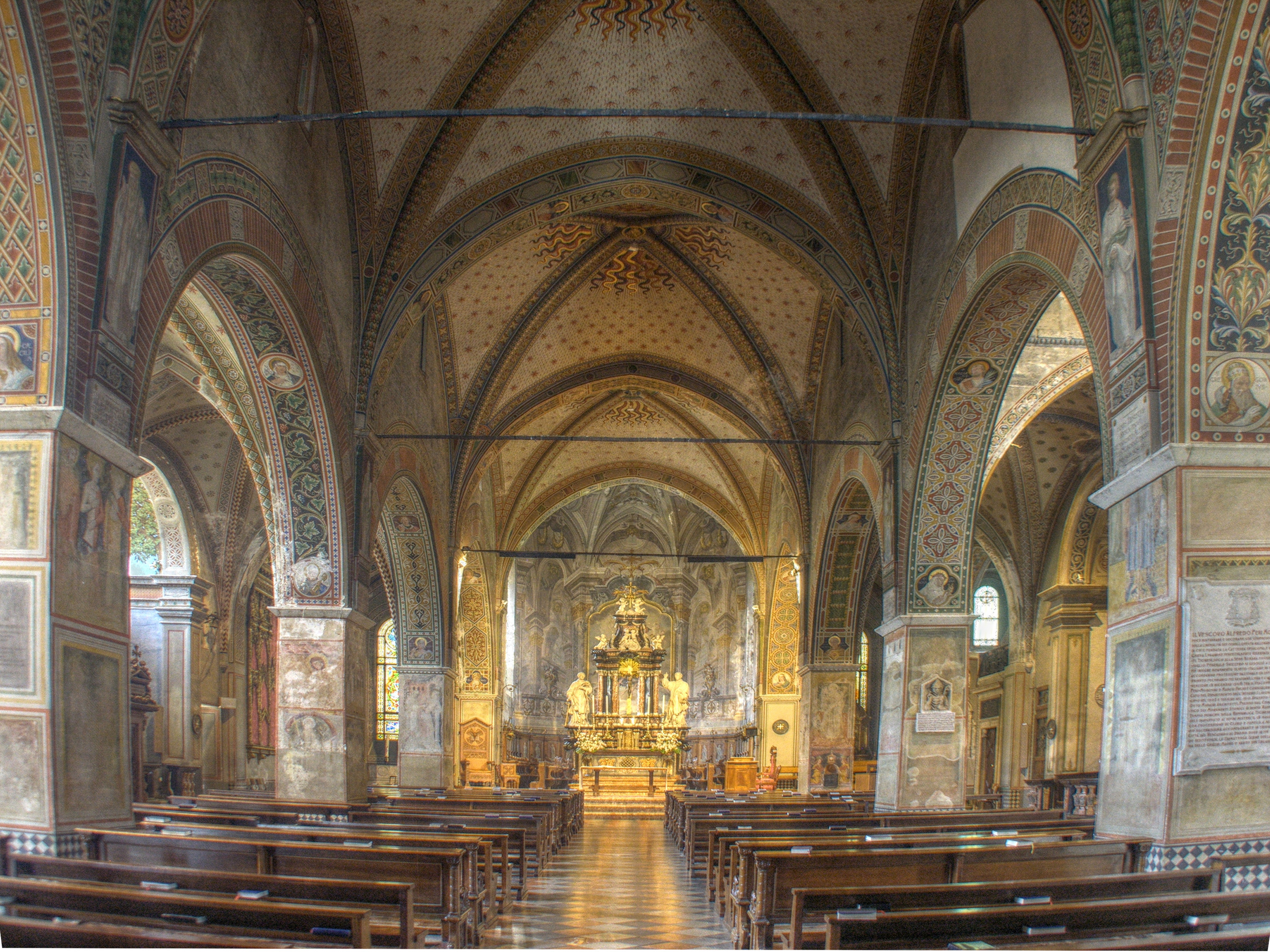
Інтер'єр
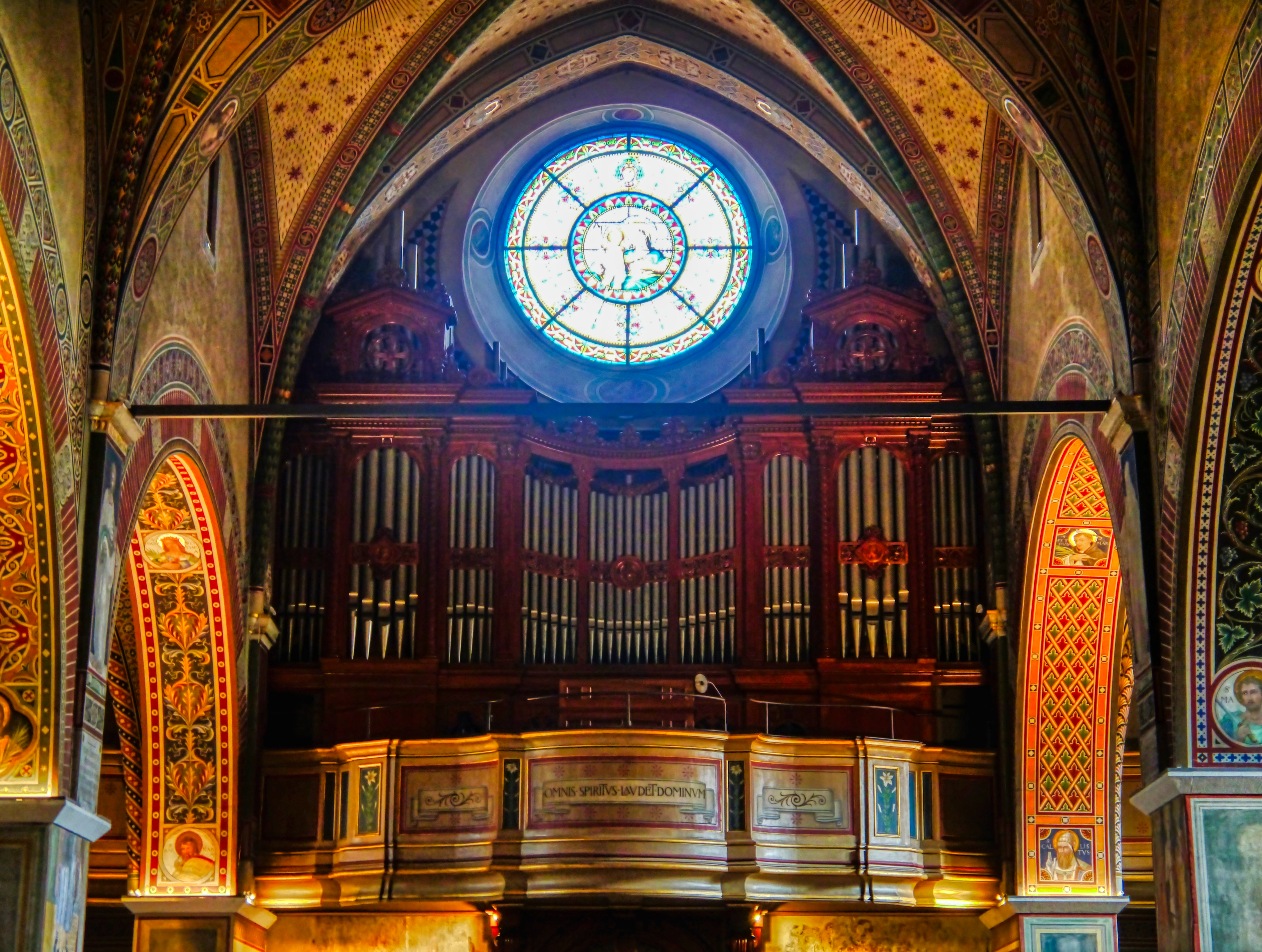
Вид на орган

## Вебпосилання
- Собор Сан-Лоренцо, Лугано (16 століття) на сайті dlf.uzh.ch/wikis/architekturkontext
- Собор Сан-Лоренцо (Лугано) на ticino.ch